# Bjoreio
Bjoreio (eller Bjoreia) er en elv i Eidfjord kommune i Vestland fylke i Norge. Den er 72 km lang, og har et afvandingsområde på 638,7 km². Den naturlige middelvandføring ved udløbet er 25,2 m³/s, men vandføringen er i dag meget lavere som følge af kraftværksudbygningen i elvsystemet.
Bjoreio har udspring på nordvestsiden af Sildabunutane i Hardangervidda nationalpark. Elven, som her kaldes Eitro, løber derefter mod sydøst gennem den brede Sildabudalen og ud i Langavatnet (1.223 moh). Under navnet Snero fortsætter floden det korte stykke ned til søen Tinnhølen (1.213 moh). Fra Tinnhølen løber den, nu med navnet Bjoreio, mod nordvest ud af nationalparken og ned i Bjoreidalen. Ved turisthytten Nybu kommer sideelven Svinto ind fra øst. Ved Storlia ligger den 81 meter høje og 1.160 meter lange Sysendammen, som opdæmmer Sysenvatnet i sideelven Leiro, lige før denne munder ud i Bjoreio. Elven fortsætter mod vest gennem Sysendalen, og modtager bifloderne Isdølo fra nord og Drolstølbekken fra syd. Ved Fossli danner elven den 182 meter høje Vøringfossen, hvor den kaster sig ned i den trange og dybe Måbødalen. Elven munder ud i Eidfjordvatnet i Øvre Eidfjord, kun 500 meter fra naboelven Veig. Videre fra Eidfjordvatnet fortsætter den korte flod Eio ud i Hardangerfjorden.
Bjoreio er sammen med elven Sima mod nord udbygget til elektricitetsproduktion i Sima kraftværk, med Sysenvatnet som hovedmagasin. Hovedelven er ført i tunnel over til Sysenvatnet, og sammen med de øvre dele af Isdølo føres vandet videre til kraftværket på nordsiden af Simadalsfjorden. Elven er tørlagt nedenfor Sysendammen det meste af året, men i sommersæsonen er det pålagt at lukke vand ud, så vandføringen i Vøringfossen er minimum 12 m³/s.